# Sébastien Wüthrich
Sébastien Wüthrich (Neuchâtel, 29 maggio 1990) è un ex calciatore svizzero, di ruolo centrocampista.

## Carriera

### Club

#### Servette
Alla fine del mese di giugno 2017 firma un contratto con il Servette. Il 22 luglio fa il suo esordio ufficiale con la squadra ginevrina, in occasione della partita contro il Chiasso. Segna la sua prima rete durante la giornata successiva contro il Vaduz al Rheinpark Stadion.

## Palmarès

### Club

#### Competizioni nazionali
- Challenge League: 1

Servette: 2018-2019